# Castello del Matese
Castello del Matese är en ort och kommun i provinsen Caserta i regionen Kampanien i Italien. Kommunen hade 1 436 invånare (2017).